# Demócratas Cristianos (Suecia)
Los Demócratas Cristianos (en sueco: Kristdemokraterna; KD) es un partido político demócrata cristiano de Suecia fundado en marzo de 1964. Entró por primera vez en el parlamento en 1985, a través de la cooperación electoral con el Partido del Centro, y en 1991 se abrió paso para ganar escaños por sí mismo. La actual líder del partido desde 2015 es Ebba Busch.
El nombre del partido durante mucho tiempo fue Unidad Demócrata Cristiana y luego Partido Social Demócrata Cristiano (en sueco: Kristen demokratisk samling y Kristdemokratiska Samhällspartiet; KDS), hasta 1996, cuando el partido cambió su nombre actual. KD fue un partido menor en el gobierno de coalición de centroderecha de la Alianza liderado por el primer ministro, Fredrik Reinfeldt entre 2006 y 2014, luego la Alianza pasó a formar parte de la oposición, hasta que se disolvió en enero de 2019. Desde 2021, KD coopera principalmente con el Partido Moderado, los Liberales y los Demócratas de Suecia. Dicho bloque obtuvo una estrecha victoria en las elecciones de 2022 y formaron gobierno con la líder de KD, Ebba Busch como vice primera ministra de Suecia.

## Historia
El partido tuvo sus raíces en un movimiento contra la decisión del gobierno sueco en 1963 de eliminar la educación religiosa del programa de estudios de la escuela primaria. Una organización llamada Responsabilidad Social Cristiana, que más tarde se convertiría en la Unidad Demócrata Cristiana, organizó varias marchas contra la decisión, una de las cuales se convirtió en una de las más grandes de la historia moderna sueca. Los orígenes políticos y sociales de la democracia cristiana sueca difieren claramente de los de los partidos Democracia Cristiana de Italia y Unión Demócrata Cristiana de Alemania. En esos países, la democracia cristiana representaba la corriente principal de las fuerzas políticas social-conservadoras y estaba estrechamente vinculada a la práctica religiosa mayoritaria. En Suecia, sin embargo, la democracia cristiana surgió como un grupo minoritario entre las fuerzas de centroderecha y estaba vinculada a las tendencias religiosas minoritarias en la sociedad.

### Unión Demócrata Cristiana (1964-1987)
El 20 de marzo de 1964 la organización Unidad Demócrata Cristiana (KDS) se decidió que se convertiría en un partido político y que competiría en las elecciones nacionales de Suecia. Los aproximadamente 100 primeros miembros eligieron al sacerdote, Birger Ekstedt para el puesto de presidente del partido.
Durante sus primeros años, el KDS a veces selo conocía como el Partido del Aire y Agua, debido a su fuerte énfasis en la política ambiental. En ese momento, el Partido Verde de Suecia no existía y por lo tanto la Unidad Demócrata Cristiana presentó políticas respetuosas con el medio ambiente. Su primera participación fue en las elecciones generales 1964 el partido obtuvo el 1,8% de los votos, lo que no le era suficiente para obtener escaño en el Riksdag, el parlamento de Suecia.
En este momento, los principales partidos de Suecia comenzaron a discutir nuevas formas de dificultar la entrada de partidos menores en el Riksdag. En 1971 se reformó, y con esto vino el método D'Hondt de asignación escaños. El umbral se fijó en el 4%, lo que significaba que el avance político estaba muy lejos para KDS.

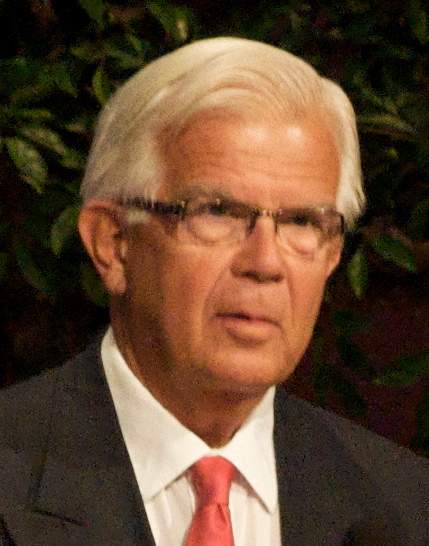
Alf Svensson, figura clave de la democracia cristiana en Suecia

Birger Ekstedt murió en 1972, a la edad de 51 años, pocos días después de haber sido reelegido como presidente del partido. Se convocó un congreso de emergencia; allí Alf Svensson, el relativamente desconocido presidente del ala juvenil del partido, fue elegido presidente. Svensson se convertiría en una de las figuras más importantes de la política sueca moderna. Su liderazgo estuvo marcado por campaña en contra de su partido por partes de grupos de izquierda y derecha política, debido a su negativa a la escala tradicional de derecha y izquierda, un sistema de medición que KDS consideraba anticuado. A principios de la década de 1980, el partido renovó todo su manifiesto político, abandonó su postura conservadora en contra del aborto y en su lugar asumió una postura moderada a favor del aborto. En los referendos sobre energía nuclear de 1980, el partido apoyó la campaña por el "No" y el partido también fundó la Liga de Mujeres Demócratas Cristianas.
Ya en 1978, el KDS discutió la idea de la cooperación electoral con el Partido del Centro, sus ideas similares se discutieron, pero nunca se pusieron en práctica. Las negociaciones fueron difíciles, pero en 1984 el Partido del Centro y KDS acordaron presentarse en conjunto en las elecciones del año siguiente bajo el nombre de El Centro. Lo que permitió la entrada de democristianos, incluido su líder Alf Svensson, al Riksdag por primera vez en las elecciones de 1985.

### Partido Social Demócrata Cristiano (1987-1996)
En 1987 el partido cambió su nombre a Partido Social Demócrata Cristiano. En las elecciones de 1988 el partido creció significativamente y obtuvo el 2,8% de los votos. Pero el Partido del Centro decidió no darle más cooperación electoral, y los democristianos perdieron todos sus escaños en el Riksdag. Sin embargo, el partido ahora era reconocido como uno de los principales partidos en Suecia, y Svensson había aumentado su popularidad. Varias personas famosas se unieron al partido, y en las elecciones de 1991 el partido creció y obtuvo el 7% de los votos. El bloque de derecha ganó la mayoría, y KDS formó un gobierno con dicho bloque.

### Demócratas Cristianos (desde 1996)

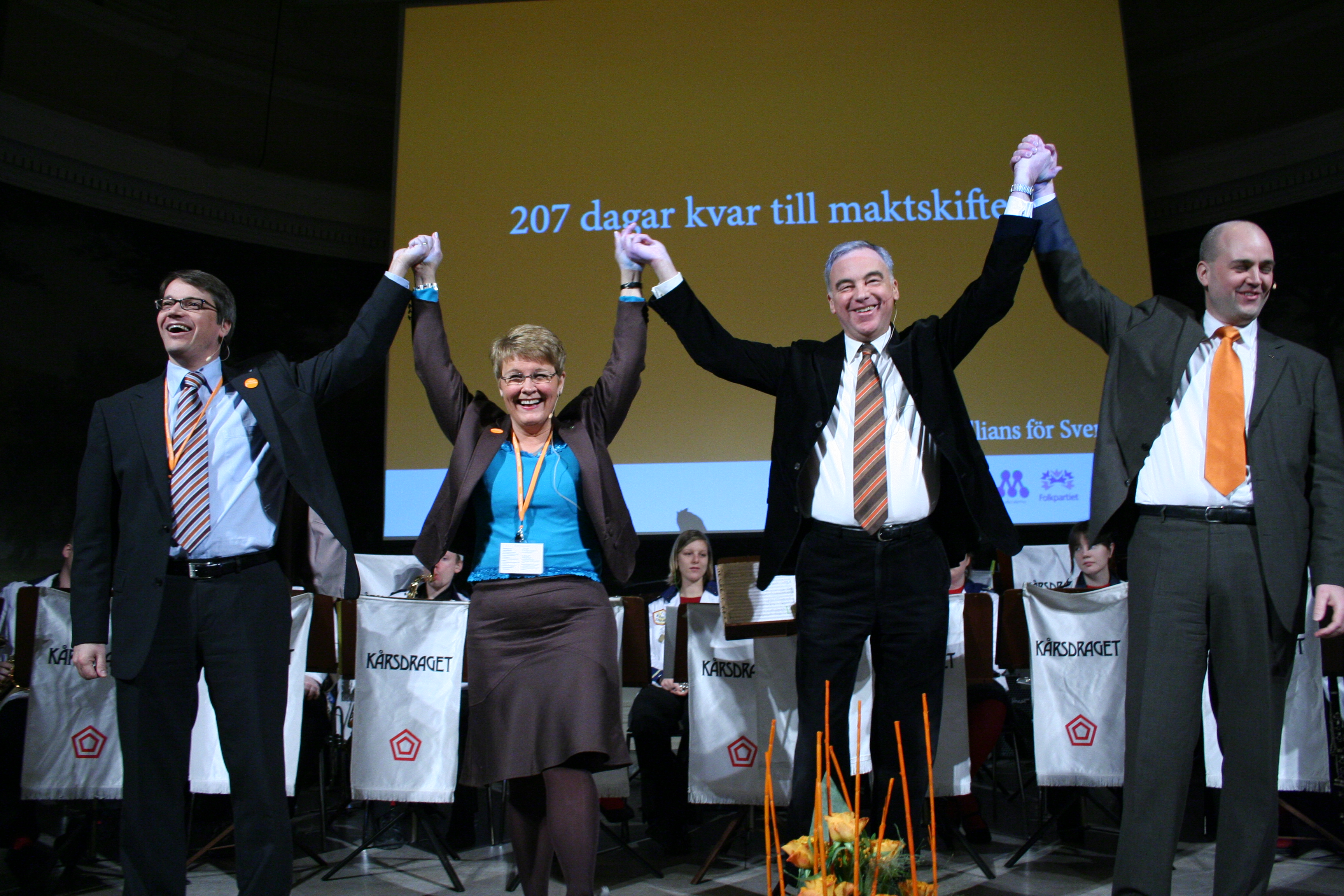
Los cuatro líderes de la Alianza por Suecia en 2006

Después de que el bloque de derecha perdiera las elecciones generales de 1994, el KDS logró permanecer en el Riksdag y asumió una posición estable dentro de la política nacional sueca. En 1996 cambió su nombre a Demócratas Cristianos (KD. En las elecciones de 1998, el partido obtuvo uno de sus mejores resultados, ganando más del 11% de los votos; y se convirtió en el cuarto partido más grande en el Riksdag, superando a su antiguo socio electoral, el Partido del Centro. En las elecciones de 2002 el partido obtuvo menos votos, pero aun así se mantuvo en su posición como el cuarto partido en el Riksdag, 
En 2002 Svensson renunció como presidente del partido, en favor de su sucesor Göran Hägglund. Durante el liderazgo de Hägglund el partido se unió a la Alianza por Suecia, una coalición formada por los partidos de centroderecha, Moderado (M), Liberales (L) y el Partido del Centro (C), lo que reanudó su cooperación electoral. La coalición obtuvo la victoria en las elecciones de 2006 y 2010 lo que significó el periodo más largo que KD forma parte de un gobierno. Sin embargo en ambas elecciones el apoyo de KD disminuyó significativamente, Hägglund fue criticado y presentó su renuncia en 2015, luego de la derrota de la Alianza en las elecciones de 2014.

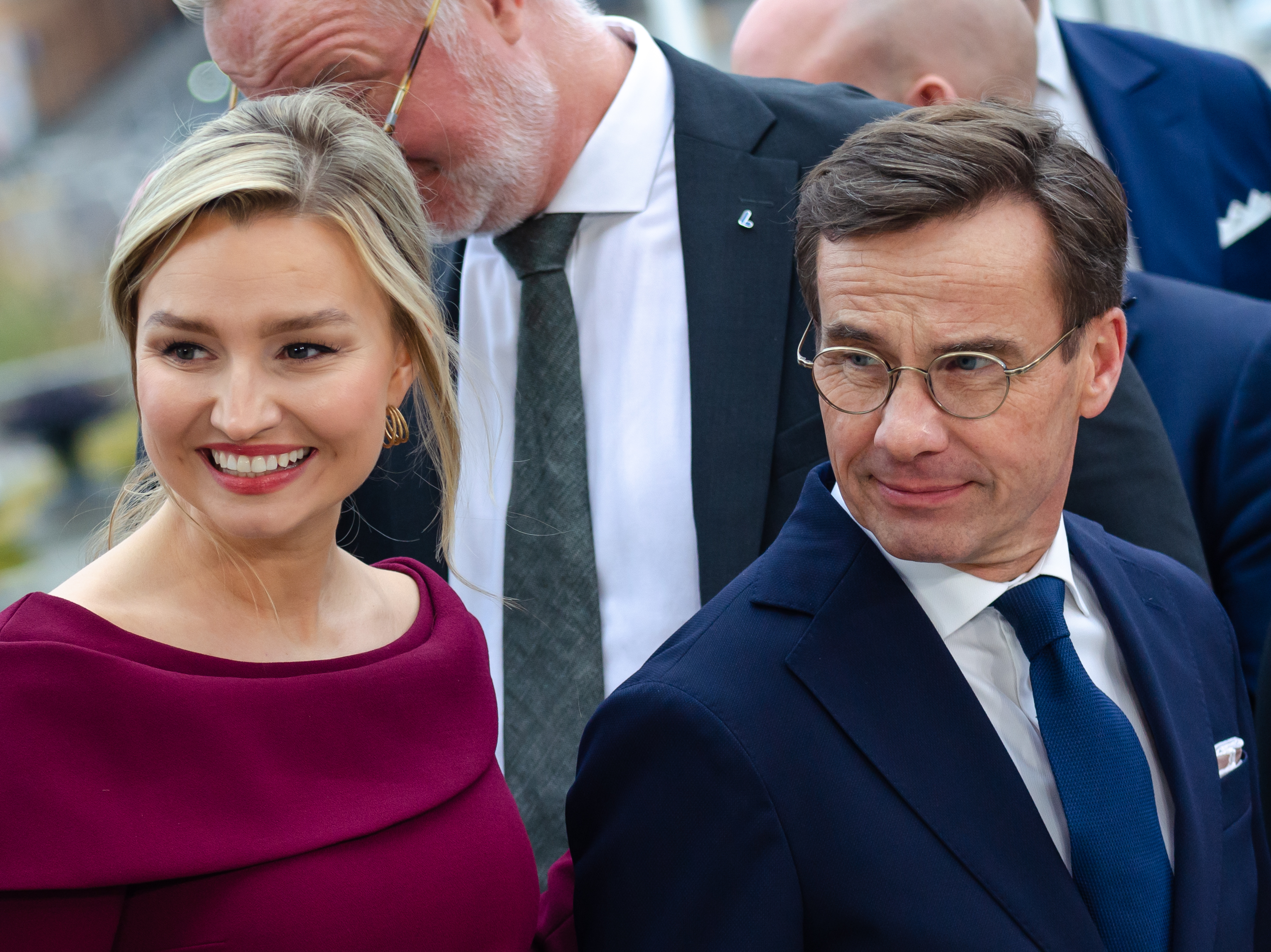
Ebba Busch como vice primera ministra de Suecia, junto al primer ministro, Ulf Kristersson

En 2015, la joven concejal municipal de Uppsala, Ebba Busch fue elegida como nueva líder del partido, ella movió al partido hacia una nueva posición más derechista. En las elecciones de 2018 logró levantar el partido con uno de los mejores resultados electorales en casi 20 años, en 2019, después de que se anunciara el nuevo gobierno de cooperación de Socialdemócratas, el Partido del Centro y los Liberales, KD criticó duramente al gobierno entrante y a los partidos liberales, que provocó la disolución de la Alianza por Suecia. Esto motivo a que KD iniciara a la cooperación con los Demócratas de Suecia (SD), un partido de derecha radical, que hasta ese entonces estaba excluido por todos los partidos en el parlamento.
Las elecciones generales de 2022 no fueron un éxito para KD ya que perdieron tres escaños, sin embargo el bloque de derecha (M, SD, KD y L), que Busch había sido instrumental en su creación, obtuvo una estrecha mayoría en el parlamento. Lo que les permitió formar gobierno y Ebba Busch fue nombrada vice primera ministra.

## Ideología
Según el partido, sus cinco cuestiones políticas más importantes incluyen: sanidad, cuidado de los ancianos, seguridad, familia e integración. La plataforma y las políticas de KD han sido moldeadas por los principios de la democracia cristiana, la mayordomía y la responsabilidad compartida entre la iglesia y las instituciones políticas, la responsabilidad de la solidaridad hacia los demás seres humanos y la salvaguardia de la sociedad civil, impregnada de valores social y culturalmente conservadores. KD apoya la reducción de los precios de la gasolina y la abolición del impuesto a la propiedad. También apoya a la monarquía de Suecia.
Algunos democristianos apoyan una política de inmigración flexible, pero regulada y controlada. El partido nombra un nivel nórdico cuando se trata de inmigración, lo que significa que la cantidad de refugiados que ingresan a Suecia debería estar al mismo nivel que en los otros países nórdicos. El KD también pide una política de asilo socialmente justa pero eficiente en la que se puedan asignar recursos a los necesitados junto con una detección más rápida y una deportación más rápida de aquellos que fallan o abusan de los procesos de solicitud de asilo, así como un mayor gasto en la policía de la patrulla fronteriza. También quiere introducir un comité especial de integración en el Riksdag y medidas obligatorias para que los refugiados aprendan el idioma sueco y adopten las costumbres y normas sociales suecas. Desde 2018, el partido ha prometido una línea más dura contra la inmigración y el multiculturalismo, incluida la oposición al llamado islámico a la oración en espacios públicos.
En política exterior, KD apoya en gran medida la adhesión de Suecia a la Unión Europea. Estaban a favor de entrar en la eurozona durante el referéndum sueco del euro de 2003, pero después de que la opción del "No" ganara el referéndum, el partido cambió su postura y ahora está en contra de unirse a la eurozona. En el Parlamento Europeo, KD es miembro del Partido Popular Europeo y es miembro de la Internacional Demócrata de Centro a nivel internacional, que contiene otros partidos demócratas cristianos.

## Controversias

### Acusaciones de homofobia
Los democristianos han tenido anteriormente puntos de vista socialmente conservadores en torno al matrimonio entre personas del mismo sexo y a principios de la década de 2000 el partido fue criticado por oponerse al aumento de los derechos de los homosexuales, KD votó principalmente en contra de la introducción del matrimonio entre personas del mismo sexo en el parlamento, con el líder del partido Göran Hägglund declarando:

Mi posición es que el partido me ha encargado argumentar que el matrimonio es para hombres y mujeres. Cuando lo discutimos entre las partes, somos naturalmente abiertos y sensibles a los argumentos de los demás y veremos si podemos encontrar una línea que nos permita unirnos.
Göran Hägglund

Sin embargo, el partido ha moderado su postura y ahora apoya mantener legal el matrimonio entre personas del mismo sexo, aunque dice que las iglesias deberían tomar la decisión final sobre si realizar ceremonias de boda y no el estado, y en 2015 votó para cambiar su plataforma para apoyar la adopción entre personas del mismo sexo. 

## Resultados electorales

### Elecciones generales
|  | 1,8 % |

|  | 1,5 % |

|  | 1,8 % |

|  | 1,7 % |

|  | 1,4 % |

|  | 1,4 % |

|  | 1,9 % |

|  | 2,6 % |

|  | 2,9 % |

|  | 7,1 % |

|  | 4,1 % |

|  | 11,8 % |

|  | 9,1 % |

|  | 6,6 % |

|  | 5,6 % |

|  | 4,5 % |

|  | 6,3 % |

|  | 5,3 % |

## Líderes

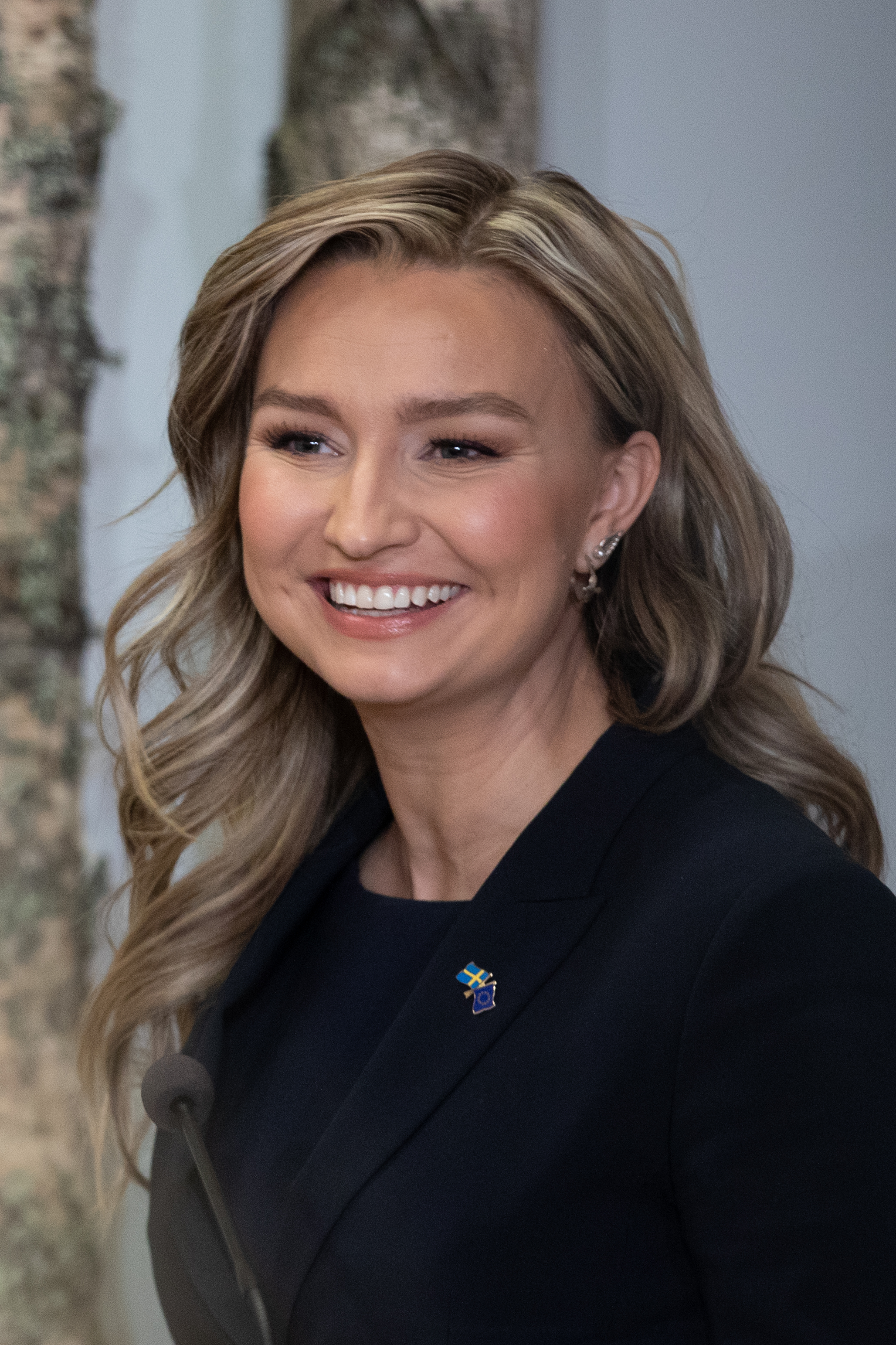
Ebba Busch, actual líder del partido

- (1964–1972) Birger Ekstedt
- (1973–2004) Alf Svensson
- (2004–2015) Göran Hägglund
- (desde 2015) Ebba Busch